# Odontophorus pusillus
Odontophorus pusillus är en isörtsväxtart som beskrevs av Steven A. Hammer. Odontophorus pusillus ingår i släktet Odontophorus och familjen isörtsväxter. Inga underarter finns listade i Catalogue of Life.